# کفراج (دلفان)
کفراج (پاقلا)، روستایی از توابع بخش خاوه شهرستان دلفان در استان لرستان ایران است. این روستا یکی از مهمترین روستاهای شهرستان دلفان بوده که داری طبیعتی زیبا و همچنین یک اثر باستانی مهم به نام قلعه کفراج بوده که قلعه ای سه طبقه تخریب شده دوره حکومت ساسانیان است.

## جمعیت
این روستا در دهستان خاوه شمالی قرار دارد و براساس سرشماری مرکز آمار ایران در سال ۱۳۸۵، جمعیت آن ۱٬۳۶۷ نفر (۳۰۸خانوار) بوده‌است.